# Estlands damlandslag i fotboll
Estlands damlandslag i fotboll representerar Estland i fotboll på damsidan. Landslaget spelade sin första match den 5 juni 1994 borta mot Litauen. De har aldrig kvalat in till VM, OS eller EM.

## Världsmästerskapen
Första gången Estland ställde upp i kvalet till världsmästerskapet i fotboll för damer var inför VM 1999 då de ställdes mot Skottland, Tjeckien och Litauen i gruppspelet i klass B och slutade på en tredje plats. Att de spelade i klass B innebar att de inte kunde kvalificera sig till VM då endast lagen i klass A hade den möjligheten. Vinnaren av gruppspelet i klass B fick chansen att kvala upp till klass A inför nästa gruppspel. Det systemet behölls av UEFA fram till och med kvalet till VM 2007.
Inför VM 2003 ställdes de mot Polen, Kroatien, Israel och Rumänien och de slutade på en femte och sista plats i gruppen och gick inte vidare. Inte heller inför VM 2007 tog de sig vidare från gruppen då de slutade på en tredje och näst sista plats i en grupp som bestod av Wales, Israel och Moldavien.
Inför VM 2011 ändrades kvalsystemet i Europa och alla lagen fick chansen att kvala in till VM. Estland hamnade i grupp A tillsammans med Frankrike, Island, Nordirland, Serbien och Kroatien. Efter segrar mot Nordirland, Serbien och Kroatien slutade Estland på fjärde plats i gruppen och tog sig inte till VM.

## Europamästerskapen
Estland ställde första gången upp i kvalet till europamästerskapet i fotboll för damer inför EM 1997. De spelade även i detta kvalet i klass B, precis som i kvalet till VM, vilket innebar att de inte hade någon möjlighet att kvala in till huvudturneringen. De hamnade i kvalet till EM 1997 i samma grupp som Tjeckien, Polen och Vitryssland och slutade på en sista plats.
I kvalet till EM 2001 fick de möta Rumänien, Vitryssland, Slovakien och Israel och de slutade även denna gång sist i gruppen. Inte heller inför EM 2005 gick de vidare från gruppen efter en tredjeplats i grupp som bestod av Vitryssland, Israel, Kazakstan och Wales.
Inför EM 2009 ändrades kvalsystemet och istället för två klasser så spelade de sämre rankade lagen en första inledande kvalomgång och gruppvinnarna från den omgången gick vidare till den andra kvalomgången som avgjorde vilka som fick spela i EM. Estland hamnade i grupp A4 tillsammans med Rumänien, Bulgarien och Azerbajdzjan. Efter tre raka förluster slutade Estland på sista plats i gruppen och gick inte vidare till andra omgången av kvalet.

## Laguppställning
| Nr | Pos. | Namn                  | Födelsedatum (ålder) | Matcher | Mål |           | Klubb                     |  |
| -- | ---- | --------------------- | -------------------- | ------- | --- | --------- | ------------------------- |  |
| 1  | MV   | Getter Laar           | 21 november 1989     | 27      | 0   | Frankrike | Guingamp                  |  |
| 12 | MV   | Imbi Hoop             | 15 december 1988     | 8       | 0   | Estland   | Levadia                   |  |
|    |      |                       |                      |         |     |           |                           |  |
| 2  | F    | Riin Emajõe           | 29 mars 1993         | 15      | 0   | Estland   | Flora                     |  |
| 3  | F    | Hannaliis Jaadla      | 12 juli 1986         | 58      | 1   | Estland   | Flora                     |  |
| 4  | F    | Pille Raadik          | 12 februari 1987     | 34      | 0   | Finland   | Åland United              |  |
| 11 | MF   | Sirje Roops           | 2 oktober 1992       | 4       | 0   | Estland   | Tammeka                   |  |
| 15 | F    | Inna Zlidnis          | 18 april 1990        | 40      | 0   | Tyskland  | Blau-Weiß Hohen Neuendorf |  |
| 19 | F    | Grete-Lilijane Küppas | 16 juni 1994         | 6       | 0   | Estland   | Tammeka                   |  |
|    |      |                       |                      |         |     |           |                           |  |
| 6  | MF   | Tiina Trutsi          | 19 februari 1994     | 16      | 0   | Estland   | Flora                     |  |
| 8  | MF   | Kaire Palmaru         | 11 augusti 1984      | 79      | 7   | Estland   | Pärnu                     |  |
| 10 | MF   | Kaidi Jekimova        | 28 juni 1979         | 63      | 9   | Estland   | Levadia                   |  |
| 16 | MF   | Kelly Rosen           | 23 november 1995     | 3       | 0   | Estland   | Flora                     |  |
| 18 | MF   | Kethy Õunpuu (kapten) | 4 december 1987      | 46      | 3   | Estland   | Flora                     |  |
|    |      |                       |                      |         |     |           |                           |  |
| 7  | A    | Katrin Loo            | 2 januari 1991       | 46      | 11  | Finland   | NiceFutis                 |  |
| 9  | A    | Signy Aarna           | 4 oktober 1990       | 43      | 21  | Finland   | Pallokissat               |  |
| 13 | A    | Kristina Bannikova    | 15 juni 1991         | 10      | 1   | Estland   | Pärnu                     |  |
| 14 | A    | Miina Kallas          | 7 juli 1989          | 12      | 1   | Estland   | Flora                     |  |
| 17 | A    | Vlada Kubassova       | 23 augusti 1995      | 3       | 0   | Estland   | Levadia                   |  |